# بروطيا جميلة
بروطيا جميلة (الاسم العلمي: Protea speciosa) هو نوع من النباتات يتبع جنس البروطيا من الفصيلة البروطية.